# Bohartilla megalognatha
Bohartilla megalognatha is een insectensoort uit de waaiervleugelige (Strepsiptera) insectenfamilie Bohartillidae. De soort komt voor in Ecuador, Panama en Honduras.